# Hugo Tigerschiöld
Hugo Edvard Tigerschiöld, född den 25 februari 1860 på Fassmyra herrgård i Gryts socken, Södermanlands län, död den 11 september 1938 i Stockholm, var en svensk ämbetsman och skald. Han var svärfar till Sven Afzelius. Adelsätten Tigerschiöld är en ursprungligen tysk släkt Hornbeen, som inflyttade omkring 1617 och idkade bokbinderi. Häradshövdingen Wickman Hornbeen (1654–1722) adlades med namnet Tigerschiöld år 1686.

## Biografi
Tigerschöld avlade studentexamen i Uppsala 1878 och blev filosofie kandidat år 1881. År 1883 tog han examen till rättegångsverken och kansliexamen 1884. År 1886 blev han vice häradshövding och fick samtidigt Svenska akademiens stora pris för sju smärre Dikter från skog och sjö. År 1887 inträdde han i Ecklesiastikdepartementet, där han 1897 blev kanslisekreterare och 1907 kansliråd och byråchef.
Han var sekreterare i kommittéerna angående Civilstatens pensionsinrättning och ordnandet av pensionsväsendet för statens civila tjänstemän med mera. Han tog initiativ till Nyköpings kanal och var verksam i den moderna lanthushållningen som ägare till Öster-Malma gård, varför han 1911 kallades till ledamot av Lantbruksakademin.
Som ung utgav Tigerschiöld tre diktsamlingar, som innehåller reflekterade stämnings- och situationsbilder, närmast anslutande sig till Carl Snoilsky. Hans dikter har tonsatts av bland andra Hugo Alfvén, Andreas Hallén och Ture Rangström.
År 1911 blev Tigerschiöld ledamot av Lantbruksakademien.
Han var bror till Ernst Tigerschiöld, far till Magnus Tigerschiöld och farfar till Dag Tigerschiöld.

## Utmärkelser
- Kommendör av andra klassen av Vasaorden, 6 juni 1917.[6]
- Riddare av första klassen av Vasaorden, 1896.[7]
- Riddare av Nordstjärneorden, 1909.[8]
- Riddare av Johanniterorden i Sverige, tidigast 1921 och senast 1925.[6][9]
- Kommendör av andra klassen av Badiska Zähringer Löwenorden, senast 1915.[10]
- Officer av Monacos Karl den heliges orden, senast 1915.[10]

### Skönlitteratur
- Dikter från skog och sjö : belönade med stora priset år 1886. Stockholm: Norstedt. 1887. Libris 10418744 - Även i: Svenska akademiens handlingar från år 1886. Del 1.
- Dikter. Stockholm: Norstedt. 1888. Libris 21497549. http://hdl.handle.net/2077/53604
- John Ericsson : dikt. Stockholm: C. E. Fritzes hofbokh. 1890. Libris 1626977
- Styrbjörn Starke. [Stockholm]. 1890. Libris 10418748
- Nya dikter. Stockholm: Norstedt. 1891. Libris 20910154. http://hdl.handle.net/2077/53210
- Den nya skogen : dikt. Stockholm. 1891. Libris 20904210. http://hdl.handle.net/2077/52604
- Dikter : tredje samlingen. Stockholm: Norstedt. 1898. Libris 9ls794nt7qcjlsz2. http://hdl.handle.net/2077/61345
- Jordens söner : dikt vid Kungl. Landtbruksakademiens hundraårs- jubileum den 28 januari 1913. [Stockholm. 1913. Libris 2278941
- Jernbäraland : Kantat vid Bergshögskolans hundraårsfest den 12 sept. 1919. Stockholm: Bröderna Lagerström. 1919. Libris 1659830
- Dikter : 1900-1925. Stockholm: Bonnier. 1925. Libris 1483235
- Ansgariuskantat till elvasekelsfesten midsommardagen den 24 juni 1930. Stockholm: E. Holmberg. 1930. Libris 1336298

### Musiknoter
- Atterberg, Kurt (1921). Järnbäraland Op.16. Stockholm: Nordiska Musikförl. Libris 2918750
- Bratt, Åke-Gösta (1936). Järnbäraland : dikt / komponerad för soli, kör och piano av Åke-Gösta Bratt ; tillägnad Sancte Örjens gille. Stockholm. Libris 3132338
- Hallén, Andreas (1918) (på obestämt språk). Den unge herr Sten Sture op. 35. Stockholm: Musikaliska Konstföreningen. Libris 11534493
- Rangström, Ture (1928). Sörmlandsidyller 1 : vid Båven. Stockholm: Nordiska musikförl. Libris 10774335
- Rangström, Ture (1928). Sörmlandsidyller 2 : i sommarnatten. Stockholm: Nordiska musikförl. Libris 8415833
- Rangström, Ture (1928). Sörmlandsidyller 3 : morgon. Stockholm: Nordiska musikförl. Libris 8415839
- Åkerberg, Erik. Det var en gång en konung visa i folkton : op. 32. Omtyckta mans-kvartetter ; 3. Stockholm: Elkan & Schildknecht. Libris 20018568

### Varia
- Pontus Wikner. Stockholm: C. E. Fritzes hofbokh. 1888. Libris 1626979
- Om inköpsföreningar bland landtmän : Föredrag hållet å Öster-Malma i Södermanland vid Villåttinge hushållningsgilles sammanträde i Flen den 19 nov. 1904. Nyköping. 1905. Libris 3132336
- Studenterna och kroppsarbetet : föredrag för Uppsala studenter den 25 november 1904. Stockholm: Norstedt. 1905. Libris 1728814
- Samverkan mellan våra på landtbrukets områden arbetande föreningar : Föredrag vid Landtbruksveckans allmänna sammanträde den 20 mars 1911. Landtbruksveckan år ; 1911. Stockholm. 1911. Libris 3132339
- Tal till nationen. Stockholm: Norstedt. 1913. Libris 1640629
- Tal å Södermanland-Nerikes gille vid dess fest för bondetåget 1914. Stockholm: Norstedt. 1914. Libris 1640630
- Den svenska jordens alstringskraft : föredrag vid lantbruksveckans allmänna sammanträde den 15 mars 1920. Stockholm: Nord. bokh. 1920. Libris 1659829